# Cynopterus brachyotis
Cynopterus brachyotis — вид рукокрилих родини Криланових, який мешкає в Південній та Південно-Східній Азії.

## Опис
Довжина голови і тіла: 72–90 мм. Довжина хвоста: 10–16 мм. Довжина передпліччя: 55–66 мм. Вага 28–40 грамів. Має великі очі й білу окантовку на вухах. Коли знаходиться на сідалі, кажан щільно охоплює чорними крилами тіло, залишивши тільки голову видимою. Білі кістки пальців виділяються на тлі чорних крил. Шерсть коротка і від сірувато-коричневого до жовтувато-коричневого кольору на спині і блідіша знизу. Дорослі самці мають темно-помаранчево-червоний комір, а самиці — жовто-помаранчевіший комір. Неповнолітні відчувають нестачу в цьому комірі й, як правило, рівномірно сірі.

## Середовище проживання
Мешкає в більшості місць проживання (але найчастіше в порушених лісових), у тому числі нижні гірські ліси, тропічні низовинні тропічні ліси, сади, мангрові ліси і рослинність на пляжах.

## Стиль життя
Влаштовується на спочинок невеликими групами на деревах, під опалим листям та в печерах. C. brachyotis стають активними незабаром після заходу сонця і летять безпосередньо до плодових дерев до 2 км, щоб харчуватися дрібними плодами, в тому числі манго, інжиром, а також нектаром. Вони літають навколо дерев кілька разів, перш ніж вибрати плід, де вони використовують кігті на першому і другому пальцях на руках, а також їх сильні ноги, щоб чіплятися за грона плодів під час годування. Не мають ехолокації й щоб знайти їжу, використовують свої великі очі й сильне відчуття запаху. Цей вид є особливо важливим для поширення насіння; він протягом річного циклу плодоношення може споживати плоди 54 видів, листя 14 видів і квітки чотирьох видів.
При сприятливих умовах, самиці народжують одне дитинча два рази в рік, один раз в період з середини січня до середини квітня, і знову в період з середини червня до початку жовтня. Період вагітності триває 105–120 днів. Самиці несуть їх дитинча в польоті протягом перших кількох місяців життя, поки воно не навчився літати з упевненістю. Молодь стає статевозрілою в сім місяців, а самиці будуть народжувати своє перше дитинча трохи у більше ніж 12 місяців.

## Загрози та охорона
Падіння чисельності в багатьох популяціях відбувається через вирубку первинних і вторинних лісів для деревини та плантацій олійної пальми. Навіть в охоронних районах ліси вирубуються для створення землі для сільськогосподарських культур, плантацій і сіл. Тварини також зазвичай переслідуються фруктовими фермерами за шкоду, яку вони роблять, хоча важливість криланів у запиленні культур часто недооцінюється.